# Dama Jovem
Dama Jovem (pt-BR) (pt)  (em inglês Younger Lady ou The Younger Lady) é o nome informal dado a uma múmia descoberta no Egito, em 1898, pelo arqueólogo Victor Loret. A múmia também recebeu a designação KV35YL ("YL" para "Younger Lady") e 61072, e atualmente reside no Museu Egípcio no Cairo. Através de testes recentes de DNA, esta múmia foi identificada como a mãe do faraó Tutancâmon, e uma das filhas do faraó Amenhotep III e da rainha Tiye, consequentemente irmã do faraó Aquenáton.
O fato da múmia ter sido descoberta ao lado de outras múmias importantes, sendo uma delas a da própria rainha Tiye, levantou hipóteses sobre a sua identidade, sendo uma das mais conhecidas a teoria de que se tratava da múmia de Nefertiti. No entanto, com o passar do tempo e após inúmeras investigações inconclusivas, a teoria perdeu força e hoje em dia não é mais aceita pela comunidade de pesquisa. A real identidade da Dama Jovem permanece um mistério.

## Descoberta e identificação
A múmia foi encontrada ao lado de duas outras múmias em KV35: um menino que morreu por volta dos 10 anos, supostamente Webensenu, e outra mulher mais velha, identificada como Rainha Tiye pelo recente estudos de DNA na linhagem de Tutancâmon.
Recentemente testes autossômicos e de DNA mitocondrial mostraram conclusivamente que a múmia é de uma mulher e que ela era a mãe de Tutancâmon. Os resultados também mostram que ela era uma irmã inteira de seu marido, a múmia de KV55, e que ambos eram filhos de Amenhotep III e Tiye. Há especulação sobre a identidade da múmia de KV55, entre alguns egiptólogos, incluindo Zahi Hawass, alegando que a múmia é Akhenaton, e outros, incluindo  a antropóloga Joyce Filer, reivindicando a múmia como Smenkhkare. Esse relacionamento familiar diminuiria a possibilidade de que a Dama Jovem (e, por extensão, a mãe de Tutankhamon) fosse Nefertiti, ou esposa secundária de Akhenaten Kiya, porque nenhum artefato conhecido concede títulos de esposa como "Irmã do rei" ou "Filha do Rei ".